# Adorația magilor (pictură de Leonardo da Vinci)
Adorația magilor este o pictură neterminată realizată de Leonardo da Vinci realizată în 1481, aflată la Galeria Uffizi, Florența.

## Descrie
Această operă deține o scenă de luptă cu militari pe cai pe care Leonardo o va dezvolta în continuare în tabloul Bătălia de la Anghiari.